# Grêmio Recreativo Esportivo Campo Largo
O Grêmio Recreativo Esportivo Campo Largo (acrônimo: GRECAL) foi um clube de futebol brasileiro sediado na cidade de Campo Largo, na região metropolitana de Curitiba, Paraná.
Em 25 de maio de 2022, o GRECAL foi assumido pela Hope Internacional uma dos principais clubes formadores de jogadores no Paraná.

## História
O clube iniciou suas atividades no ano de 2007, com foco no trabalho de formação de atletas. As primeiras aparições no cenário futebolístico, foram em importantes competições de inferiores, como a X Copa Italicus de Categorias de Base, onde o time juvenil (com idade máxima até 18 anos), se sagrou vice-campeão e o Campeonato de Categorias de Base da Liga local, onde figurou na terceira e quarta colocação, juvenil e infantil, respectivamente.
Em 2009, filia-se à Federação Paranaense de Futebol e à CBF, a fim de disputar certames estaduais. O primeiro deles foi o Campeonato Paranaense de Futebol Sub-20, e o Azulão marcou uma boa campanha alcançando a 5ª colocação: Na primeira fase classificou-se na terceira posição, já na segunda etapa, ficou em primeiro lugar, sendo eliminado pelo Corinthians Paranaense nas eliminatórias. Posteriormente, em 2010, participa novamente do estadual sub-20, porém não repete o sucesso do ano anterior, sendo eliminado logo na fase inicial. Muito em conta de um grupo complicado, que contava com equipes como, Coritiba,  Atlético-PR, Paraná, Corinthians-PR. Na Copa Paraná Sub-18 não obteve resultados desejados, e também, não se classificou para as etapas seguintes do torneio.
O ano de 2011 é um marco na história da agremiação, devido a confirmação da sua primeira participação em uma competição profissional, a terceira divisão do Campeonato Paranaense de Futebol. O elenco apesar de barato e de contar com muitos jogadores da base, faz uma boa campanha liderando as rodadas iniciais de seu grupo, porém ficou de fora da segunda fase pelos critérios de desempate. Dando seguimento, em sua segunda temporada no profissionalismo, é viabilizado por meio de seus gestores  sua participação na Divisão de Acesso 2012, junto à FPF, em virtude da desistência do Iguaçu de União da Vitória, no entanto teve um desempenho abaixo da expectativa, já que foi rebaixado à Terceirona.
No ano de 2018, o Azulão disputou o Campeonato Paranaense Feminino. O time, porém, acabou na última colocação com -2 pontos. A pontuação negativa se deve ao fato de o clube ter perdido 6 pontos por escalação irregular de atletas.
Em 2022, o clube estava apto a disputar a Terceira Divisão estadual quando foi adquirido pela Hope Internacional Futebol Clube, uma dos principais clubes formadores de jogadores no Paraná.